# Antonio Barrios (allenatore)
Antonio Barrios Seoane (Getxo, 21 maggio 1910 – San Sebastián, 19 agosto 2002) è stato un allenatore di calcio spagnolo.

## Carriera
Comincia ad allenare nell'immediato dopoguerra sedendosi sulla panchina del Real Valladolid, portandolo in due anni dalla terza divisione al massimo campionato spagnolo.
Nel 1951-1952 passa al Malaga, ottenendo un'altra promozione nella Liga. La stagione successiva si accasa all'Athletic Bilbao, con cui ottiene due sesti posti in campionato ed una finale di Coppa di Spagna.
Passa quindi per un anno all'Atletico Tetouan, da cui si trasferisce all'Atlético Madrid, con cui si classifica per due anni consecutivi al quinto posto.
Nella stagione 1957-1958 guida il Betis Siviglia alla promozione nella Liga, seguita da un sesto posto l'anno successivo.
Dopo un campionato all'Espanyol, si siede sulla panchina dell'Elche, dove subisce il primo esonero della carriera dopo venti giornate. Nel corso della stagione subentra alla guida del Siviglia, dove resta fino alla fine del 1962-1963.
L'annata successiva si trasferisce alla Real Sociedad, preludio di un ritorno a Bilbao in quella successiva.
Nel 1966-1967 torna al Betis a stagione in corso, centrando l'obiettivo della promozione. 
L'anno successivo è nuovamente al Siviglia, da cui viene esonerato dopo 18 giornate, situazione che si verifica anche nel campionato seguente, questa volta al Real Valladolid.
Torna nuovamente al Betis con cui conquista l'ennesima promozione, concludendo la carriera l'anno successivo in seguito all'esonero avvenuto dopo 13 giornate.

## Palmarès

### Allenatore

#### Competizioni nazionali
- Segunda División: 3

Valladolid: 1947-1948
Malaga: 1951-1952
Betis: 1970-1971
- Tercera División: 1

Real Valladolid: 1946-1947